# Моштица
Моштица (мкд. Моштица) је насеље у Северној Македонији, у источном делу државе. Моштица је у саставу општине Македонска Каменица.

## Географија
Моштица је смештена у источном делу Северне Македоније. Од најближег града, Делчева, насеље је удаљено 25 km западно.
Насеље Моштица се налази у историјској области Пијанец. Насеље се развило високо, на јужним падинама Осоговских планина. Надморска висина насеља је приближно 750 метара. 
Месна клима је планинска због знатне надморске висине.

## Становништво
Моштица је према последњем попису из 2002. године имала 543 становника.
Претежно становништво у насељу су етнички Македонци (100%).
Већинска вероисповест месног становништва је православље.